# NGC 7514
NGC 7514 (другие обозначения — PGC 70689, UGC 12415, MCG 6-50-26, ZWG 515.27, KARA 1009) — галактика в созвездии Пегас.
Этот объект входит в число перечисленных в оригинальной редакции «Нового общего каталога».